# 趙教
趙教（？—？），字子學，號紫谿，湖廣黃州府麻城縣人，民籍，明朝政治人物。

## 生平
嘉靖二十八年（1549年）己酉科湖廣鄉試第二十六名舉人。嘉靖三十二年（1553年）中式癸丑科會試第三百四十五名，三甲第一百八十三名進士。大理寺观政，授四川遂宁知县，升刑部主事，改兵部，历任至四川按察司佥事，四十五年奉命勘察四川龙州土官薛兆乾殴杀本司土官副使李蕃后叛乱之事。

## 家族
曾祖趙循；祖父趙世永；父趙時相，母汪氏。兄赵政，弟赵地（生员）。